# سیلور اسپرینگز (فلوریدا)
سیلور اسپرینگز (به انگلیسی: Silver Springs) یک منطقهٔ مسکونی در ایالات متحده آمریکا است که در شهرستان ماریون، فلوریدا قرار دارد.